# Научно-мемориальный кабинет-музей С. М. Эйзенштейна
Научно-мемориальный кабинет С. М. Эйзенштейна — филиал Музея кино. С сентября 1965 по март 2018 года располагался в двухкомнатной квартире на Смоленской улице, дом 10, выделенной Моссоветом вдове режиссёра Пере Аташевой (1900—1965). С декабря 2018 года находится на ВДНХ в бывшем павильоне «Мелиорация и водное хозяйство».

## История
Собственную квартиру Сергей Эйзенштейн получил в 1935 году в доме для инженерно-технических работников на Потылихе. После смерти режиссёра её передали главному бухгалтеру «Мосфильма». В ходе строительства дороги к Университету на Воробьевых горах дом и вовсе снесли. Вдова режиссёра Пера Аташева перевезла вещи Эйзенштейна в квартиру своих родителей на Гоголевском бульваре. Чтобы разместить их, ей пришлось продать всю обстановку родительского дома. В 1962 году вещи переехали в двухкомнатную квартиру на Смоленской улице.
Научно-мемориальный кабинет-музей С. М. Эйзенштейна был организован в 1965 году по завещанию Перы Аташевой, передавшей Союзу кинематографистов все личные вещи, документы, книги, рукописи, рисунки и фотографии режиссёра. Весь архив Эйзенштейна был сдан на хранение в ЦГАЛИ, а вещи и библиотека вошли в фонд Научно-мемориального кабинета, в котором готовились к изданию труды Эйзенштейна и эйзенштейновские выставки. Библиотека Эйзенштейна составляет более 4000 книг на четырёх языках. В них сохранились закладки, пометки и рукописные вкладыши режиссёра. Среди хранящихся в кабинете картин и гравюр — работы Пиранези, Леже, Фриды Кало, литографии Домье, гуашные плакаты театра Кабуки. В обстановке кабинета соседствуют мебель Баухауса из гнутых стальных трубок и пёстрые мексиканские ковры.
Музей-квартира также послужил базой для создания Музея кино, о котором мечтал и сам Эйзенштейн. В выставочных залах Музея кино время от времени демонстрировались экспонаты из фондов Музея Эйзенштейна. В сам музей-квартиру широкому кругу посетителей было не попасть. Каждый квадратный метр тесной двухкомнатной квартиры служил фондохранилищем.
Долгие годы сотрудники Музея кино просили московские власти выделить под мемориальный кабинет квартиру на Чистопрудном бульваре — там в коммуналке когда-то проживал сам Эйзенштейн. Это единственный в Москве сохранившийся дом, связанный с именем режиссёра. Но чиновники на эти просьбы не откликнулись.
В 2018 году мемориальный кабинет Сергея Эйзенштейна расположился на третьем этаже Музея кино на ВДНХ в бывшем павильоне «Мелиорация и водное хозяйство». Экспозиция открыта для широкой публики. Её можно посетить в сопровождении экскурсовода или индивидуально, с планшетом. Экспонаты оцифрованы, есть возможность рассмотреть все детали и прочитать комментарии сотрудников музея.